# Distichophora clavipalpis
Distichophora clavipalpis är en tvåvingeart som beskrevs av Borgmeier 1963. Distichophora clavipalpis ingår i släktet Distichophora och familjen puckelflugor. Inga underarter finns listade i Catalogue of Life.